# Ruslán Kujaruk
Ruslán Nikoláievich Kujaruk  (en ruso: Русла́н Никола́евич Кухару́к; 8 de mayo de 1979) es un estadista y político ruso. Desde el 8 de septiembre de 2024, se desempeña como gobernador del distrito autónomo de Janti-Mansi. Con anterioridad ejerció como alcalde de Tiumén, la capital y ciudad más poblada del óblast de Tiumén.

## Biografía
Ruslán Kujaruk nació en 1979 en la localidad de Urai en el distrito autónomo de Janti-Mansi —entonces situado en la RSFS de Rusia, una de las repúblicas constitutivas de la Unión Soviética, actualmente ubicado en Rusia—.
En 2001, se licenció en Derecho en la Universidad de Tiumén. Después de graduarse, comenzó a trabajar como abogado en el Departamento de Trabajo Jurídico, Organizativo y de Personal de la administración del distrito de Tiumén. De 2002 a 2011 trabajó como especialista principal del departamento jurídico, jefe del Departamento de Apoyo Jurídico de las Relaciones Territoriales y jefe del Departamento de Enajenación y Arrendamiento de Terrenos en el Departamento de Relaciones Territoriales del óblast de Tiumén.
En 2011, fue nombrado director del Departamento de Relaciones Territoriales y Planificación Urbana de la Administración de la ciudad de Tiumén. Dejó el puesto en 2016 para convertirse en subdirector de la Administración de dicha ciudad.
Por decisión de la Duma del óblast de Tiumén, actuó temporalmente como jefe de la administración de la ciudad de Tiumén del 31 de mayo al 8 de octubre de 2018. El 8 de octubre de 2018 fue elegido alcalde de dicha localidad siberiana.
El 30 de mayo de 2024, tras la dimisión de Natalia Komárova, el presidente de Rusia, Vladímir Putin, lo nombró gobernador interino del distrito autónomo de Janti-Mansi. Puesto en el que permaneció hasta el 8 de septiembre de 2024 cuando la Duma Regional, lo eligió como gobernador para un mandato de cinco años, 33 de 36 diputados votaron a favor de su candidatura. Su toma de posesión tuvo lugar ese mismo día.
Está casado y tiene dos hijos.